# Ерік Мейнор
Ерік Мейнор (англ. Eric Maynor; 11 червня 1987) — американський професійний баскетболіст. Виступав за декілька клубів НБА на позиції захисника. Після завершення ігрової кар'єри — баскетбольний тренер.

## Кар'єра в НБА
Донте був обраний на драфті 2009 під 20 номером клубом «Юта Джаз». У дебютному сезоні він взяв участь у 26 іграх регулярної першості у складі «Тандер», двічі виходив на майданчик у складі стартової п'ятірки.
22 грудня 2009 Мейнор перейшов у «Тандер». До завершення сезону 2009-10 він Ерік взяв участь ще у 55 іграх першості. Також він взяв участь у 6 іграх плей-оф.
У сезоні 2010-11 Мейнор взяв участь у всіх 82 іграх регулярної першості.

### Статистика кар'єри в НБА

#### Регулярний сезон
| Сезон   | Команда                     | GP  | GS | MPG  | FG%  | 3P%  | FT%   | RPG | APG | SPG | BPG | PPG |
| ------- | --------------------------- | --- | -- | ---- | ---- | ---- | ----- | --- | --- | --- | --- | --- |
| 2009–10 | Юта Джаз                    | 26  | 2  | 14.0 | .391 | .208 | .758  | 1.5 | 3.1 | .5  | .1  | 5.2 |
| 2009–10 | Оклахома-Сіті Тандер        | 55  | 0  | 16.5 | .434 | .362 | .692  | 1.7 | 3.4 | .5  | .1  | 4.5 |
| 2010–11 | Оклахома-Сіті Тандер        | 82  | 0  | 14.6 | .402 | .385 | .729  | 1.5 | 2.9 | .4  | .1  | 4.2 |
| 2011–12 | Оклахома-Сіті Тандер        | 9   | 0  | 15.2 | .359 | .353 | 1.000 | 1.4 | 2.4 | .6  | .0  | 4.2 |
| 2012–13 | Оклахома-Сіті Тандер        | 37  | 0  | 10.6 | .313 | .326 | .810  | .5  | 2.0 | .3  | .0  | 2.8 |
| 2012–13 | Портленд Трейл-Блейзерс     | 27  | 0  | 21.2 | .422 | .380 | .683  | 1.0 | 4.0 | .4  | .0  | 6.9 |
| 2013–14 | Вашингтон Візардс           | 23  | 0  | 9.3  | .292 | .320 | .667  | 1.0 | 1.7 | .2  | .0  | 2.3 |
| 2013–14 | Філадельфія Севенті-Сіксерс | 8   | 0  | 14.0 | .379 | .333 | .500  | 1.9 | 1.5 | .5  | .3  | 3.8 |
| Кар'єра | Кар'єра                     | 267 | 2  | 14.6 | .392 | .350 | .721  | 1.3 | 2.8 | .4  | .1  | 4.3 |

#### Плей-оф
| Сезон   | Команда              | GP | GS | MPG  | FG%  | 3P%  | FT%  | RPG | APG | SPG | BPG | PPG |
| ------- | -------------------- | -- | -- | ---- | ---- | ---- | ---- | --- | --- | --- | --- | --- |
| 2010    | Оклахома-Сіті Тандер | 6  | 0  | 12.7 | .300 | .167 | .818 | 1.5 | 1.5 | .2  | .2  | 3.7 |
| 2011    | Оклахома-Сіті Тандер | 17 | 0  | 12.9 | .377 | .360 | .789 | 1.3 | 2.2 | .5  | .0  | 4.8 |
| Кар'єра | Кар'єра              | 23 | 0  | 12.9 | .361 | .323 | .800 | 1.3 | 2.0 | .4  | .0  | 4.5 |